# Psilochilus
Psilochilus là một chi thực vật có hoa trong họ, Orchidaceae.